# Fernando Lobo
Fernando de Castro Lobo (Recife, 26 de julho de 1915 – Rio de Janeiro, 22 de dezembro de 1996) foi um compositor, jornalista e radialista brasileiro.

## Composições
Compôs diversas canções gravadas por diversos artistas.
- "Bom é querer bem" - Dolores Duran (1954)
- "Chofer de praça", com Evaldo Rui - Luiz Gonzaga (1950)
- "Chuvas de verão" - Francisco Alves (1949)
- "Desde ontem" - Aracy de Almeida (1949)
- "Distância" - Aracy de Almeida (1948)
- "Meu pecado, não" com Paulo Soledade - Linda Batista (1953)
- "Nasci para bailar", com Joel de Almeida - Aracy de Almeida (1948)
- "Nêga maluca", com Evaldo Ruy - Linda Batista (1950)
- "Ninguém me ama", com Antônio Maria - Nora Ney (1952)
- "Quando foi, por que foi?" - Aracy de Almeida (1948)
- "Preconceito", com Antônio Maria - Nora Ney (1952)
- "Quanto tempo faz", com Paulo Soledade - Nora Ney (1952)
- "Saudade", com Dorival Caymmi - Orlando Silva (1947)
- "Siga", com Hélio Guimarães - Cauby Peixoto (1957)
- "Tamanqueiro", com Manezinho Araújo - Marlene (1951)
- "Vai querer", com Hianto de Almeida - Elizeth Cardoso (1960)
- "Zum-zum", com Paulo Soledade - Dalva de Oliveira (1951)